# Ferdinand Feldhofer
Ferdinand Feldhofer (Vorau, 23 ottobre 1979) è un allenatore di calcio ed ex calciatore austriaco, di ruolo difensore, tecnico del Grazer AK.

## Carriera

### Club

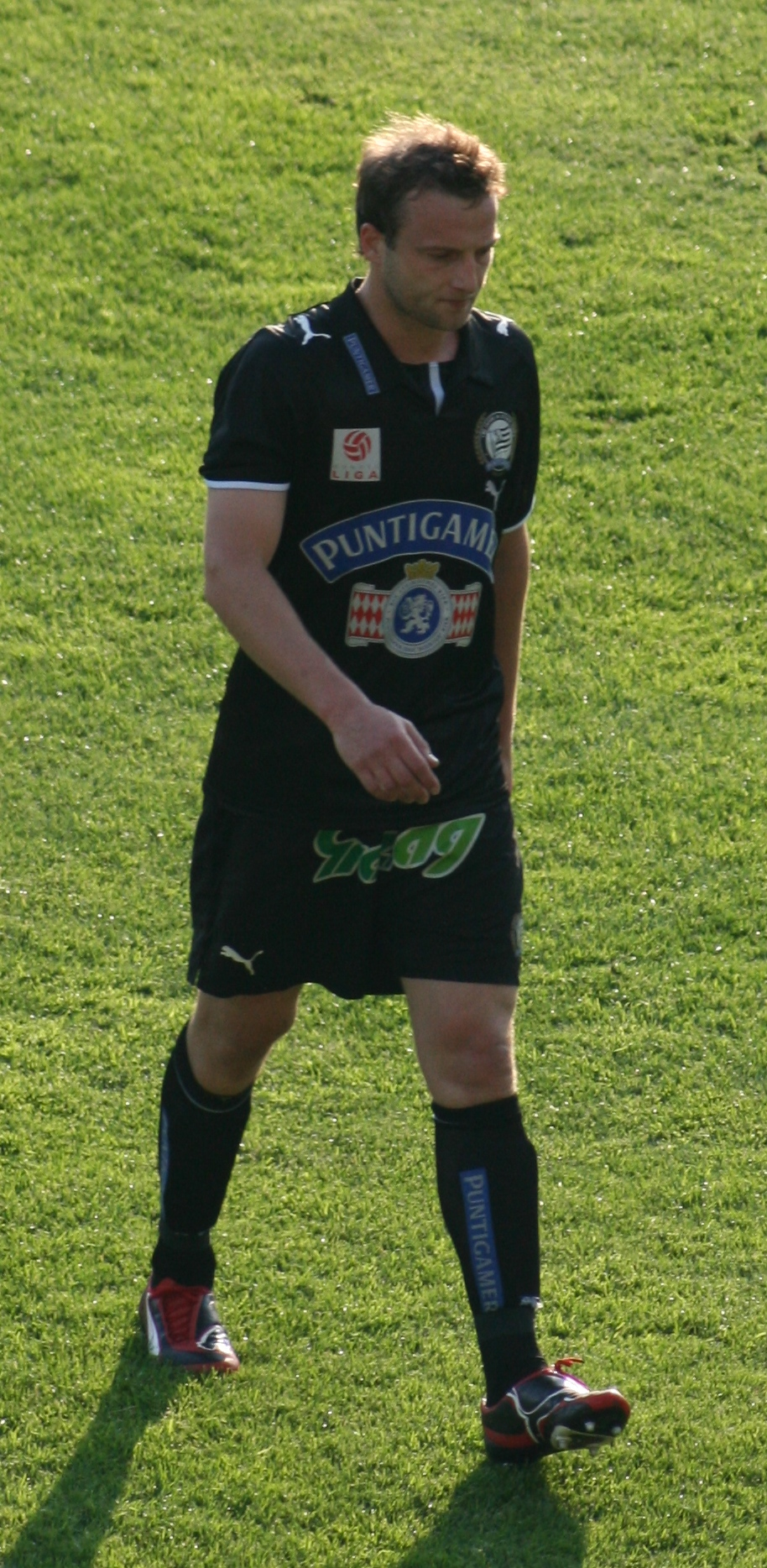
Ferdinand Feldhofer con la maglia dello Sturm Graz

Feldhofer ha iniziato a giocare nelle giovanili dell'USV Riegersberg per poi passare al TUS Vorau e al Pöllau. Nel 1998 ha firmato per la prima grande squadra della sua carriera, lo Sturm Graz. Inizialmente giocò nella squadra riserve, poi l'allenatore Ivica Osim lo portò in prima squadra nel 1999. Con lo Sturm ha debuttato in Champions League il 14 settembre 1999 nella trasferta di Marsiglia contro l'Olympique (2-0 per i francesi).
Nel 2001 ha rifiutato di prolungare il contratto con la squadra di Graz prima della sua scadenza e nella sessione invernale di calciomercato seguente si è trasferito al Rapid Vienna. Con i viennesi ha vinto la Bundesliga nel 2005.
L'estate seguente Feldhofer ha firmato per il Wacker Tirol, squadra di cui è diventato capitano nella stagione 2006-2007.
Nell'estate del 2008 è tornato allo Sturm Graz, con il quale ha conquistato nelle due stagioni successive la coppa e il campionato nazionale.
Nell'estate del 2013 annuncia il suo ritiro dal calcio giocato.

### Nazionale
Feldhofer ha collezionato 13 presenze e realizzato un gol con la nazionale austriaca. Ha debuttato in nazionale il 27 marzo 2002 contro la Slovacchia a Graz (2-0).

## Statistiche

### Cronologia presenze e reti in nazionale
| Cronologia completa delle presenze e delle reti in nazionale ― Austria | Cronologia completa delle presenze e delle reti in nazionale ― Austria | Cronologia completa delle presenze e delle reti in nazionale ― Austria | Cronologia completa delle presenze e delle reti in nazionale ― Austria | Cronologia completa delle presenze e delle reti in nazionale ― Austria | Cronologia completa delle presenze e delle reti in nazionale ― Austria | Cronologia completa delle presenze e delle reti in nazionale ― Austria | Cronologia completa delle presenze e delle reti in nazionale ― Austria |
| Data                                                                   | Città                                                                  | In casa                                                                | Risultato                                                              | Ospiti                                                                 | Competizione                                                           | Reti                                                                   | Note                                                                   |
| ---------------------------------------------------------------------- | ---------------------------------------------------------------------- | ---------------------------------------------------------------------- | ---------------------------------------------------------------------- | ---------------------------------------------------------------------- | ---------------------------------------------------------------------- | ---------------------------------------------------------------------- | ---------------------------------------------------------------------- |
| 27-3-2002                                                              | Graz                                                                   | Austria                                                                | 2 – 0                                                                  | Slovacchia                                                             | Amichevole                                                             | -                                                                      |                                                                        |
| 17-4-2002                                                              | Vienna                                                                 | Austria                                                                | 0 – 0                                                                  | Camerun                                                                | Amichevole                                                             | -                                                                      |                                                                        |
| 18-5-2002                                                              | Leverkusen                                                             | Germania                                                               | 6 – 2                                                                  | Austria                                                                | Amichevole                                                             | -                                                                      | 63’                                                                    |
| 13-10-2004                                                             | Belfast                                                                | Irlanda del Nord                                                       | 3 – 3                                                                  | Austria                                                                | Qual. Mondiali 2006                                                    | -                                                                      | 27’                                                                    |
| 1-3-2006                                                               | Vienna                                                                 | Austria                                                                | 0 – 2                                                                  | Canada                                                                 | Amichevole                                                             | -                                                                      | 46’                                                                    |
| 23-5-2006                                                              | Vienna                                                                 | Austria                                                                | 1 – 4                                                                  | Croazia                                                                | Amichevole                                                             | -                                                                      | 66’                                                                    |
| 16-8-2006                                                              | Graz                                                                   | Austria                                                                | 1 – 2                                                                  | Ungheria                                                               | Amichevole                                                             | -                                                                      |                                                                        |
| 2-9-2006                                                               | Carouge                                                                | Austria                                                                | 2 – 2                                                                  | Costa Rica                                                             | Amichevole                                                             | -                                                                      |                                                                        |
| 6-9-2006                                                               | Basilea                                                                | Austria                                                                | 0 – 1                                                                  | Venezuela                                                              | Amichevole                                                             | -                                                                      | 46’                                                                    |
| 6-10-2006                                                              | Vaduz                                                                  | Liechtenstein                                                          | 1 – 2                                                                  | Austria                                                                | Amichevole                                                             | -                                                                      |                                                                        |
| 11-10-2006                                                             | Innsbruck                                                              | Austria                                                                | 2 – 1                                                                  | Svizzera                                                               | Amichevole                                                             | -                                                                      | 46’                                                                    |
| 15-11-2006                                                             | Vienna                                                                 | Austria                                                                | 4 – 1                                                                  | Trinidad e Tobago                                                      | Amichevole                                                             | 1                                                                      | 46’                                                                    |
| 24-3-2007                                                              | Graz                                                                   | Austria                                                                | 1 – 1                                                                  | Ghana                                                                  | Amichevole                                                             | -                                                                      |                                                                        |
| Totale                                                                 |                                                                        | Presenze                                                               | 13                                                                     |                                                                        | Reti                                                                   | 1                                                                      |                                                                        |

### Statistiche da allenatore

#### Club
Statistiche aggiornate al 16 marzo 2025. In grassetto le competizioni vinte.
| Stagione            | Squadra             | Campionato          | Campionato | Campionato | Campionato | Campionato | Coppe nazionali | Coppe nazionali | Coppe nazionali | Coppe nazionali | Coppe nazionali | Coppe continentali | Coppe continentali | Coppe continentali | Coppe continentali | Coppe continentali | Altre coppe | Altre coppe | Altre coppe | Altre coppe | Altre coppe | Totale | Totale | Totale | Totale | % Vittorie | Piazzamento |
| Stagione            | Squadra             | Comp                | G          | V          | N          | P          | Comp            | G               | V               | N               | P               | Comp               | G                  | V                  | N                  | P                  | Comp        | G           | V           | N           | P           | G      | V      | N      | P      | %          | Piazzamento |
| ------------------- | ------------------- | ------------------- | ---------- | ---------- | ---------- | ---------- | --------------- | --------------- | --------------- | --------------- | --------------- | ------------------ | ------------------ | ------------------ | ------------------ | ------------------ | ----------- | ----------- | ----------- | ----------- | ----------- | ------ | ------ | ------ | ------ | ---------- | ----------- |
| ott. 2015-2016      | Lafnitz             | RL                  | 18         | 12         | 2          | 4          | CA              | -               | -               | -               | -               | -                  | -                  | -                  | -                  | -                  | -           | -           | -           | -           | -           | 18     | 12     | 2      | 4      | 66,67      | Sub, 6°     |
| 2016-2017           | Lafnitz             | RL                  | 30         | 18         | 6          | 6          | CA              | 3               | 1               | 1               | 1               | -                  | -                  | -                  | -                  | -                  | -           | -           | -           | -           | -           | 33     | 19     | 7      | 7      | 57,58      | 2°          |
| 2017-2018           | Lafnitz             | RL                  | 30         | 19         | 10         | 1          | CA              | 1               | 0               | 0               | 1               | -                  | -                  | -                  | -                  | -                  | -           | -           | -           | -           | -           | 31     | 19     | 10     | 2      | 61,29      | 1°, (prom)  |
| 2018-2019           | Lafnitz             | 2L                  | 30         | 8          | 9          | 13         | CA              | 3               | 2               | 0               | 1               | -                  | -                  | -                  | -                  | -                  | -           | -           | -           | -           | -           | 33     | 10     | 9      | 14     | 30,30      | 14°         |
| lug.-nov. 2019      | Lafnitz             | 2L                  | 16         | 6          | 6          | 4          | CA              | 1               | 0               | 0               | 1               | -                  | -                  | -                  | -                  | -                  | -           | -           | -           | -           | -           | 17     | 6      | 6      | 5      | 35,29      | Eson        |
| Totale Lafnitz      | Totale Lafnitz      | Totale Lafnitz      | 124        | 63         | 33         | 28         |                 | 8               | 3               | 1               | 4               |                    | -                  | -                  | -                  | -                  |             | -           | -           | -           | -           | 132    | 66     | 34     | 32     | 50,00      |             |
| gen.-ago. 2020      | Wolfsberger         | BL                  | 14         | 6          | 5          | 3          | CA              | 0               | 0               | 0               | 0               | UEL                | -                  | -                  | -                  | -                  | -           | -           | -           | -           | -           | 14     | 6      | 5      | 3      | 42,86      | Sub, 3°     |
| 2020-mar. 2021      | Wolfsberger         | BL                  | 19         | 8          | 3          | 8          | CA              | 5               | 3               | 1               | 1               | UEL                | 8                  | 3                  | 1                  | 4                  | -           | -           | -           | -           | -           | 32     | 14     | 5      | 13     | 43,75      | Dim         |
| Totale Wolfsberger  | Totale Wolfsberger  | Totale Wolfsberger  | 33         | 14         | 8          | 11         |                 | 5               | 3               | 1               | 1               |                    | 8                  | 3                  | 1                  | 4                  |             | -           | -           | -           | -           | 46     | 20     | 10     | 16     | 43,48      |             |
| dic. 2021-2022      | Rapid Vienna        | BL                  | 15+2       | 5+2        | 5          | 5          | CA              | 1               | 0               | 0               | 1               | UEL+UECL           | 1+2                | 1+1                | 0+0                | 0+1                | -           | -           | -           | -           | -           | 21     | 9      | 5      | 7      | 42,86      | Sub, 5°     |
| lug.-ott. 2022      | Rapid Vienna        | BL                  | 11         | 4          | 2          | 5          | CA              | 2               | 2               | 0               | 0               | UECL               | 6                  | 2                  | 2                  | 2                  | -           | -           | -           | -           | -           | 19     | 8      | 4      | 7      | 42,11      | Eson        |
| Totale Rapid Vienna | Totale Rapid Vienna | Totale Rapid Vienna | 26+2       | 9+2        | 7          | 10         |                 | 3               | 2               | 0               | 1               |                    | 9                  | 4                  | 2                  | 3                  |             | -           | -           | -           | -           | 40     | 17     | 9      | 14     | 42,50      |             |
| giu.-dic. 2024      | Dinamo Tbilisi      | EL                  | 18         | 4          | 5          | 9          | ST              | 4               | 3               | 1               | 0               | UECL               | 2                  | 0                  | 1                  | 1                  | SS          | 2           | 1           | 0           | 1           | 26     | 8      | 7      | 11     | 30,77      | Sub, 7°     |
| dic. 2024-mar. 2025 | Cercle Bruges       | D1                  | 13         | 3          | 7          | 3          | CB              | 0               | 0               | 0               | 0               | UECL               | 4                  | 2                  | 1                  | 1                  | -           | -           | -           | -           | -           | 17     | 5      | 8      | 4      | 29,41      | Sub, Eson   |
| mar.-giu. 2025      | Grazer AK           | BL                  | 1          | 0          | 1          | 0          | CA              | -               | -               | -               | -               | -                  | -                  | -                  | -                  | -                  | -           | -           | -           | -           | -           | 1      | 0      | 1      | 0      | &0,00      | Sub         |
| Totale carriera     | Totale carriera     | Totale carriera     | 217        | 95         | 61         | 61         |                 | 20              | 11              | 3               | 6               |                    | 23                 | 9                  | 5                  | 9                  |             | 2           | 1           | 0           | 1           | 262    | 116    | 69     | 77     | 44,27      |             |

## Palmarès

### Club
- Campionato austriaco: 3

Sturm Graz: 1998-1999, 2010-2011
Rapid Vienna: 2004-2005
- Coppa d'Austria: 2

Sturm Graz: 1998-1999, 2009-2010